# روي نوبل
روي نوبل (بالإنجليزية: Roy Noble)‏ هو مدرس وصحفي ومقدم تلفزيوني بريطاني، ولد في 1942 في Brynamman ‏ في المملكة المتحدة.